# Östra Göinge
Östra Göinge is een Zweedse gemeente in Skåne. De gemeente behoort tot de provincie Skåne län. Ze heeft een totale oppervlakte van 453,3 km² en telde 13.978 inwoners in 2004.

## Plaatsen
Knislinge - Broby - Glimåkra - Sibbhult - Hanaskog - Immeln - Hjärsås - Östanå - Boalt - Bössebacken - Hylta - Värestorp -
Ängelholm · Åstorp · Båstad · Bjuv · Bromölla · Burlöv · Eslöv · Hässleholm · Helsingborg · Höganäs · Höör · Hörby · Kävlinge · Klippan · Kristianstad · Landskrona · Lomma · Lund · Malmö · Örkelljunga · Osby · Östra Göinge · Perstorp · Simrishamn · Sjöbo · Skurup · Staffanstorp · Svalöv · Svedala · Tomelilla · Trelleborg · Vellinge · Ystad